# Jardin d'été (film)
Pour plus de détails, voir Fiche technique et Distribution.
Jardin d'été (夏の庭, Natsu no niwa) est un film japonais réalisé par Shinji Sōmai, sorti en 1994.

## Synopsis
Kiyama, Kawabe et Yamashita sont trois enfants quelque peu malmenés par leurs camarades d'école. Par hasard, ils commencent à épier un vieil homme dans sa maison à l'air inhabité, en attendant sa mort. Peu à peu, le grand-père prend l'habitude de les inviter chez lui et dans son jardin, et leur confie des tâches pour l'aider dans ses travaux. Leur été est rythmé par cette activité et ils se lient d'amitié avec "grand-père", dont ils parviennent à percer les secrets et le passé...

## Fiche technique
- Titre français : Jardin d'été[1]
- Titre original : 夏の庭 (Natsu no niwa?)
- Titre anglais : The Friends
- Réalisation : Shinji Sōmai
- Scénario : Yōzō Tanaka, d'après un roman de Kazumi Yumoto
- Photographie : Noboru Shinoda (ja)
- Décors : Kyōko Heya (ja)
- Montage : Yoshiyuki Okuhara (ja)
- Pays de production :  Japon
- Langue originale : japonais
- Format : couleur - 35 mm - son mono
- Genre : comédie dramatique
- Durée : 113 minutes[2]
- Dates de sortie :
  - Japon : 9 avril 1994[2]
  - France : 4 juin 2025[3]

## Distribution
- Rentarō Mikuni : Kihachi Denpo
- Chikage Awashima : Yayoi
- Akira Emoto : Nagatomo
- Naoki Sakata : Atsushi Kiyama
- Tsurube Shōfukutei : un croque-mort
- Minori Terada : Taniguchi
- Naho Toda : Shizuka Kondo
- Shigeru Yazaki : Katsuhiro